# Престой
Престой (болг. Престой) — село в Болгарии. Находится в Габровской области, входит в общину Трявна. Население составляет 48 человек.

## Политическая ситуация
Престой подчиняется непосредственно общине и не имеет своего кмета.
Кмет (мэр) общины Трявна — Драгомир Иванов Николов (независимый) по результатам выборов в правление общины.